# ماريو كيرن
ماريو كيرن (بالألمانية: Mario Kern)‏ (16 أغسطس 1969 بريزا في ألمانيا - ) هو لاعب كرة قدم ألماني (وحمل سابقاً جنسية ألمانيا الشرقية) في مركز الدفاع. شارك مع منتخب ألمانيا تحت 21 سنة لكرة القدم. أما مع النوادي، فقد لعب مع دينامو دريسدن ولوكوموتيف لايبزيغ ونادي كايزرسلاوترن و وVfB Leipzig ‏.

## وصلات خارجية
- ماريو كيرن على موقع الاتحاد الدولي (مؤرشف)  (الإنجليزية)
- ماريو كيرن على موقع قاعدة بيانات كرة القدم.إي يو (الإنجليزية)
- ماريو كيرن على موقع بيانات كرة القدم. دي إي (الألمانية)
- ماريو كيرن على موقع عالم كرة القدم.نت (الإنجليزية)